# Presidenza di George H. W. Bush
La presidenza di George H. W. Bush ha inizio il 20 gennaio del 1989 a mezzogiorno con la cerimonia d'inaugurazione e relativo insediamento del presidente degli Stati Uniti d'America, per poi terminare dopo un solo mandato il 20 gennaio del 1993.
George H. W. Bush, il 41° presidente degli Stati Uniti d'America ed esponente del Partito Repubblicano (era vicepresidente degli Stati Uniti d'America), entrò in carica a seguito della vittoria decisiva contro il candidato del Partito Democratico Michael Dukakis alle elezioni presidenziali del 1988.
Quattro anni dopo, alle elezioni presidenziali del 1992, venne sconfitto dal governatore dell'Arkansas e candidato del Partito Democratico Bill Clinton.

## Elezioni presidenziali del 1988
Dopo aver ricoperto vari incarichi governativi, in particolare la posizione di direttore della CIA, Bush cercò la nomina presidenziale alle primarie repubblicane del 1980. Fu sconfitto da Ronald Reagan, un ex governatore conservatore della California. Per riequilibrare il ticket presidenziale, Reagan scelse Bush come suo vicepresidente. Reagan ha trionfato sul presidente uscente e candidato democratico Jimmy Carter nelle elezioni presidenziali del 1980 e Bush assunse l'incarico di vicepresidente nel gennaio 1981. Durante tutto il mandato, Bush intrattenne relazioni cordiali con Reagan, prestò servizio come importante consigliere e fece numerose apparizioni pubbliche per conto dell'amministrazione Reagan. 

## Amministrazione

### Gabinetto ministeriale
| Dipartimento | Incarico        | Ritratto | Nome              | Mandato | Mandato |
| Dipartimento | Incarico        | Ritratto | Nome              | Inizio  | Termine |
| ------------ | --------------- | -------- | ----------------- | ------- | ------- |
|              | Presidente      |          | George H. W. Bush | 1989    | 1993    |
|              | Vice Presidente |          | Dan Quayle        | 1989    | 1993    |
| Dipartimenti |                 |          |                   |         |         |

### Nomine giuridiche
- Giudici della Corte Suprema:
  - David Souter (1990)
  - Clarence Thomas (1991)

### Nomina degli ambasciatori
Questa è una lista degli ambasciatori nominati da George H.W. Bush durante la sua presidenza

#### Paesi
| Paese       | Ambasciatore              | Data inizio       | Data fine         |
| ----------- | ------------------------- | ----------------- | ----------------- |
| Argentina   | Terence Todman            | 13 giugno 1989    | 28 giugno 1993    |
| Azerbaigian | Robert Finn (ad interim)  | 16 marzo 1992     | 15 settembre 1992 |
| Azerbaigian | Richard Miles             | 16 settembre 1992 | 15 novembre 1993  |
| Italia      | Peter F. Secchia          | 3 giugno 1989     | 20 gennaio 1993   |
| Regno Unito | Henry E. Catto Jr.        | 17 maggio 1989    | 13 marzo 1991     |
| Regno Unito | Raymond G. H. Seitz       | 25 giugno 1991    | 10 maggio 1994    |
| Spagna      | Joseph Zappala            | 10 ottobre 1989   | 4 giugno 1992     |
| Spagna      | Richard Goodwin Capen Jr. | 15 giugno 1992    | 17 febbraio 1993  |

#### Organizzazioni
| Organizzazione | Ambasciatore        | Data inizio    | Data fine       |
| -------------- | ------------------- | -------------- | --------------- |
| Nazioni Unite  | Thomas R. Pickering | 20 marzo 1989  | 7 maggio 1992   |
| Nazioni Unite  | Edward J. Perkins   | 12 maggio 1992 | 27 gennaio 1993 |
| Unione europea | Thomas Niles        | 23 giugno 1989 | 26 agosto 1991  |
| Unione europea | James F. Dobbins    | 9 ottobre 1991 | 31 luglio 1993  |

### Maggiori azioni e atti legislativi
- Politiche ambientali
  - Modifica del Clean Air Act del 1963 (1990)
  - Oil Pollution Act (1990)

## Presidenza (1989-1993)

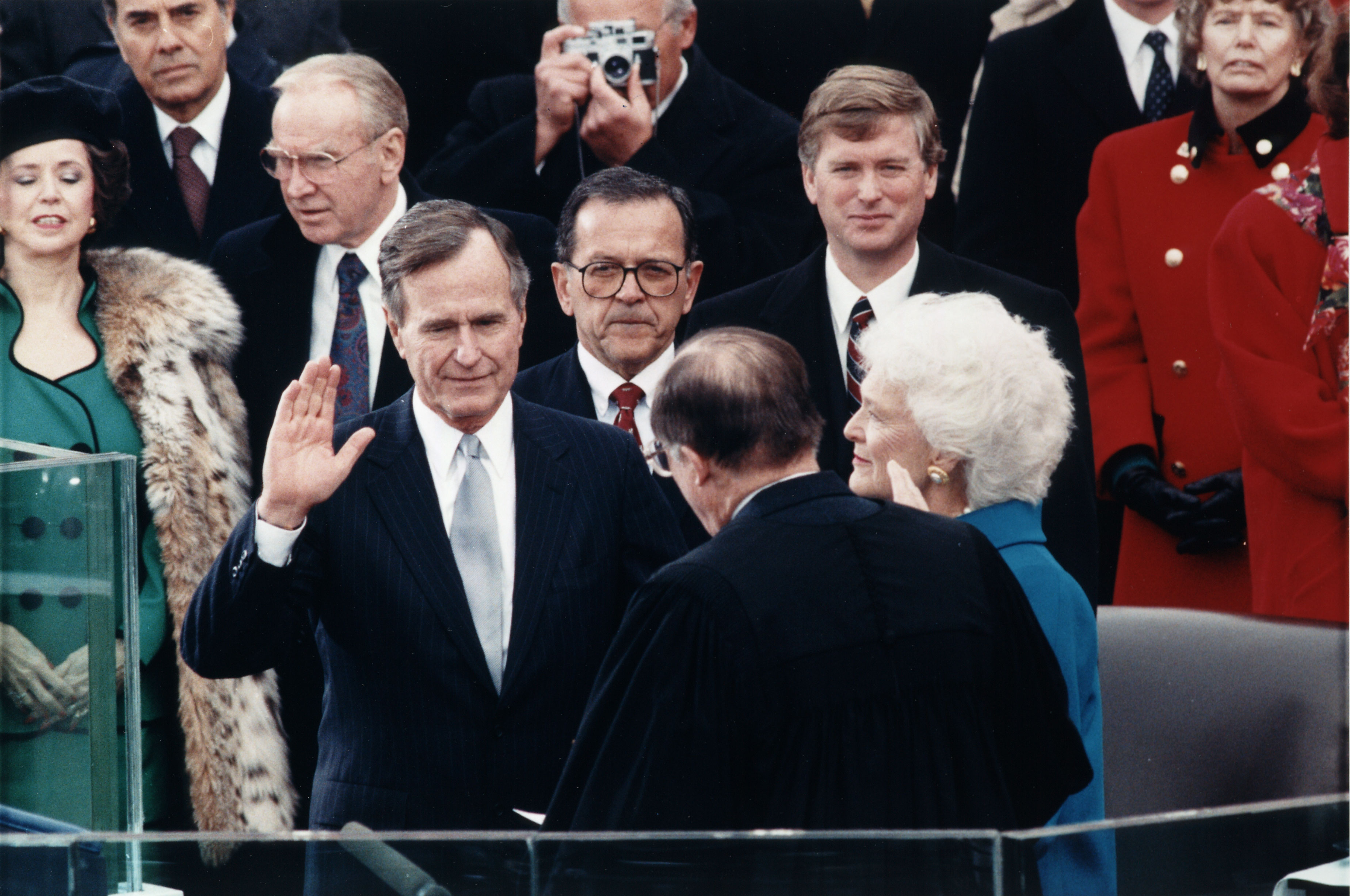
George H. W. Bush presta giuramento come Presidente il 20 gennaio 1989

George H. W. Bush si è insediato ufficialmente come 41º Presidente degli Stati Uniti d'America il 20 gennaio 1989 a mezzogiorno.

### Affari interni

#### Politiche ambientali
Nel giugno 1989, l'amministrazione Bush ha proposto un disegno di legge per modificare il Clean Air Act del 1963. La legislazione cercava di contenere la pioggia acida e lo smog, richiedendo una riduzione delle emissioni di sostanze chimiche come l'anidride solforosa, ed è stato il primo importante aggiornamento del Clean Air Act dal 1977. Bush ha anche firmato l'Oil Pollution Act del 1990, in risposta alla fuoriuscita di petrolio di Exxon Valdez. Comunque, la League of Conservation Voters, un gruppo americano di difesa ambientale, ha criticato alcune delle altre azioni ambientali di Bush, inclusa la sua opposizione a standard più rigorosi di auto-chilometraggio.

## Lista dei viaggi internazionali compiuti durante la presidenza
| N. | Date                    | Paese              | Location           | Note                                                                                 |
| -- | ----------------------- | ------------------ | ------------------ | ------------------------------------------------------------------------------------ |
| 1  | 10 febbraio 1989        | Canada             | Ottawa             | Incontro con il Primo Ministro Brian Mulroney                                        |
| 3  | 26-28 maggio 1989       | Italia             | Roma, Nettuno      | Incontro con il Presidente Francesco Cossiga e con il Primo Ministro Ciriaco De Mita |
| 3  | 27 maggio 1989          | Città del Vaticano | Città del Vaticano | Udienza con Papa Giovanni Paolo II                                                   |
| 3  | 30-31 maggio 1989       | Germania           | Bonn, Magonza      | Incontro con il Cancelliere federale Helmut Kohl                                     |
| 3  | 31 maggio-2 giugno 1989 | Regno Unito        | Londra             | Incontro con la Regina Elisabetta II e il Primo Ministro Margaret Thatcher.          |
| 9  | 10 aprile 1990          | Canada             | Toronto            | Incontro informale con il Primo Ministro Brian Mulroney                              |
| 18 | 9 luglio 1991           | Canada             | Toronto            | Incontro informale con il Primo Ministro Brian Mulroney                              |

## Scadenze elettorali

### Elezioni presidenziali del 1992
All'inizio del 1992 Bush ha annunciato la sua candidatura per un secondo mandato; con una vittoria della coalizione nella Guerra del Golfo e alti indici di approvazione (intorno al 89%), la rielezione di Bush inizialmente sembrava probabile. Di conseguenza, diversi candidati democratici di alto profilo, come Mario Cuomo e Jesse Jackson, si sono rifiutati di candidarsi per la nomination democratica. 

## Galleria d'immagini

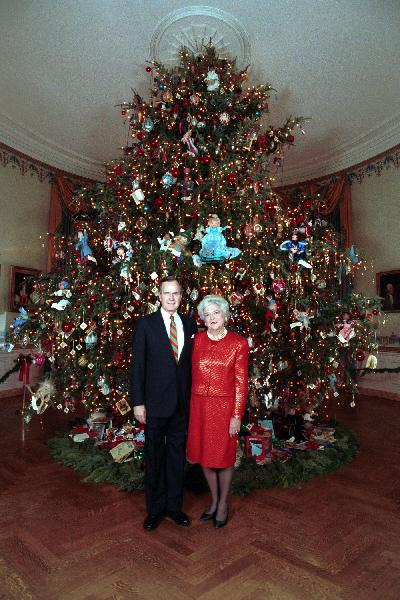
George H.W. Bush con la First Lady Barbara in una fotografia ufficiale per il Natale 1989
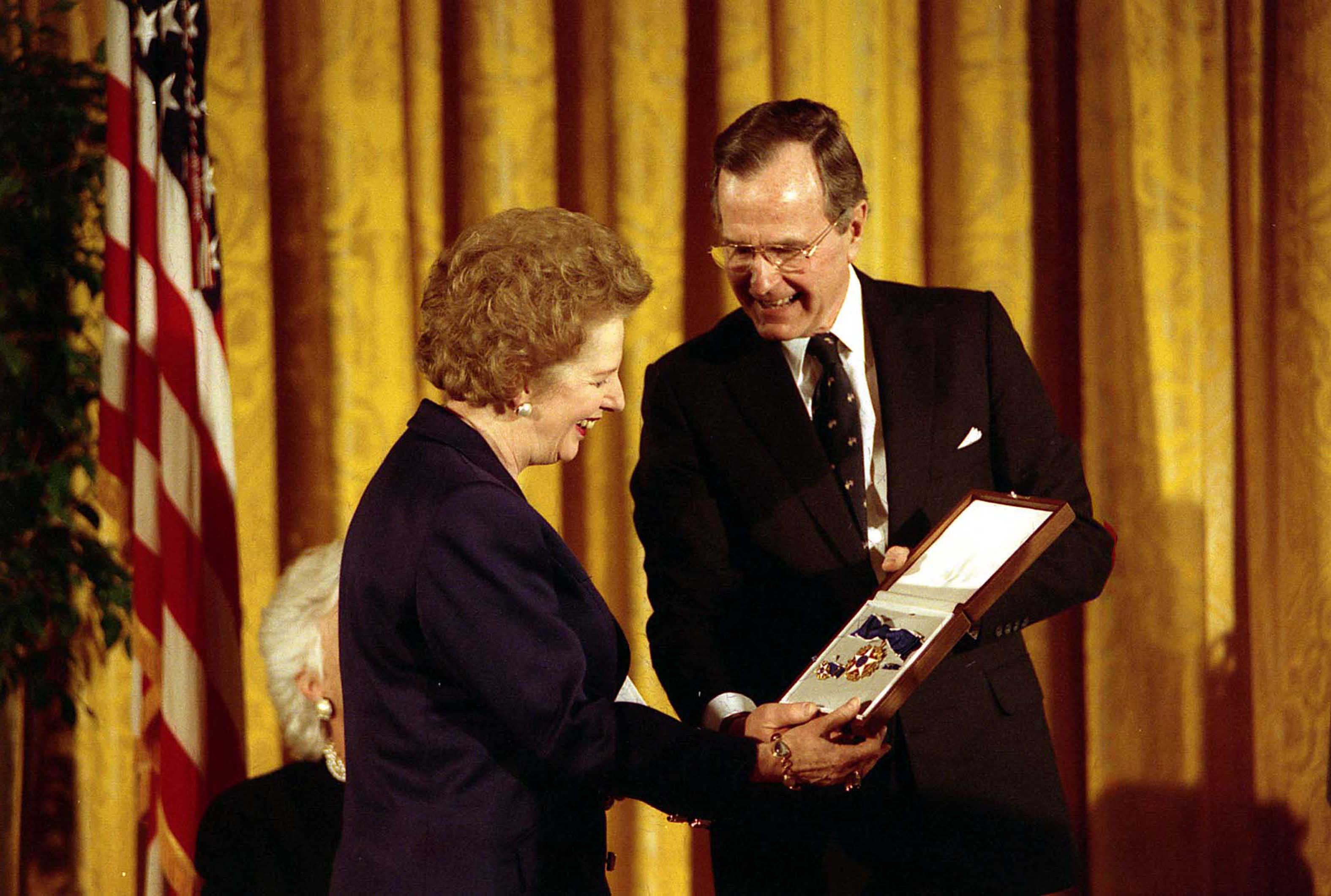
Nel 1991 George H. W. Bush premia Margaret Thatcher con la Medaglia presidenziale della libertà